# Partido Republicano Progressista (1989)
Der Partido Republicano Progressista, Kurzform PRP (deutsch Republikanische Fortschrittspartei), war eine Partei in Brasilien. Sie wurde am 24. Mai 1989 gegründet. Die Eintragung beim Obersten Wahlgericht (TSE) erfolgte zum 29. Oktober 1991. Die Kleinpartei führte die Parteinummer 44, ihre Farben waren Blau und Gelb. Vorsitzender war Ovasco Resende.
Die Partei löste sich Ende 2018 oder Anfang 2019 auf bzw. schloss sich der rechtsextremen Partei Patriota (Brasilien) an.

## Ideologie
Sie wurde anfangs von Ademar de Barros Filho geleitet und hatte als Vorbild die gleichnamige von 1945 bis 1965 existierende Partei Partido Republicano Progressista (1945), die durch den Parteienerlass AI-2 anfangs der Militärdiktatur aufgelöst worden war.

## Mandate ab 2014
Nach den Wahlen in Brasilien 2014 hatte sie drei Mandate von 513 Bundesabgeordneten und zwölf von 1024 Abgeordnetensitzen in einzelnen Bundesstaaten, davon drei im Bundesstaat Espírito Santo.

### Präsidentschaftswahlen
In Wahljahren ohne eigenen Kandidaten schloss sie sich den Wahlbündnissen anderer Kandidaten an. Bei den Wahlen in Brasilien 2018 war sie Teil der viertgrößten Wahlkampfkoalition mit eher rechtsgerichteten Kandidaten.
| Jahr | Präsidentschafts- kandidat | Vizepräsidentschafts- kandidat | Koalition                       | Stimmen    | %       | Platz |
| ---- | -------------------------- | ------------------------------ | ------------------------------- | ---------- | ------- | ----- |
| 2006 | Ana Maria Rangel           | Delma Gama                     | ohne                            | 126.404    | 0,13 %  | 5.    |
| 2014 | Marina Silva (PSB)         | Beto Albuquerque (PSB)         | PSB, PHS, PRP, PPS, PPL und PSL | 22.176.619 | 21,32 % | 3.    |
| 2018 | Álvaro Dias (PODE)         | Paulo Rabello de Castro (PSC)  | PODE, PSC, PTC und PRP          | 859.574    | 0,80 %  | 9.    |